# Григорий (Закаляк)
Архиепископ Григорий (в миру Григорий Михайлович Закаляк; 5 февраля 1908, Ходоров (ныне Львовская область) — 9 февраля 1984, Мукачево) — епископ Русской православной церкви, архиепископ Мукачевский и Ужгородский.

## Биография
В 1928 году окончил классическую гимназию в городе Станиславе и в том же году поступил в Львовский университет на юридический факультет.
Окончив университет в 1932 году, поступил в греко-католическую духовную семинарию в Станиславе.
По окончании семинарии 8 июня 1936 года рукоположен во диакона, а 15 июня — во иерея к Станиславскому кафедральному собору епископом Станиславским Григорием Хомишиным в состоянии целибата.
С 1938 года — настоятель Покровского храма города Станислава.
В 1945 году стал членом инициативной группы по воссоединению с Русской православной церковью и принимал активное участие в Львовском Соборе, проходившнм 8-10 марта 1946 года.
В 1947 году возведен в сан протоиерея.
С 1949 года состоял секретарем Станиславского Епархиального Управления.
18 октября 1954 года награждён митрой.
Постановлением Священного Синода от 11 сентября 1956 года назначен епископом Дрогобычским и Самборским.
17 сентября 1956 года в Свято-Успенской Почаевской Лавре был пострижен в монашество. 21 сентября возведен в сан архимандрита.
27 сентября в Свято-Успенском кафедральном соборе города Одессы хиротонисан во епископа Дрогобычского и Самборского. Чин хиротонии совершали: Патриарх Московский Алексий, архиепископы: Херсонский и Одесский Борис, Станиславский и Коломыйский Антоний, Львовский и Тернопольский Палладий, Кишинёвский и Молдавский Нектарий и епископ Новороссийский Сергий.
В связи с упразднением Дрогобычской области в 1959 году, Дрогобычская епархия вошла в состав Львовской епархии, а епископ Григорий 21 мая 1959 года назначен епископом Черновицким и Буковинским.
15 сентября 1960 года назначен епископом Львовским и Тернопольским, продолжая управлять и Черновицкой епархией до 16 марта 1961 года.
С 15 октября 1964 года — епископ Черновицкий и Буковинский.
26 октября 1964 года уволен на покой по болезни, согласно прошению.
С 5 февраля 1965 года — архиепископ Мукачевский и Ужгородский.
В 1965 году в числе 9 архиереев подписал «Заявление», составленное архиепископом Калужским и Боровским Ермогеном (Голубевым), в котором ставилась под вопрос каноническая состоятельность принятых под давлением властей решений Архиерейского Собора 1961 года в части «реформы приходского управления». Под давлением властей отозвал свою подпись.
18 марта 1977 года освобождён от управления Мукачевской епархией с увольнением на покой и назначением архиерейской пенсии.
Скончался 9 февраля 1984 года на 77-м году жизни. Отпевание его 11 февраля совершил епископ Мукачевский и Ужгородский Савва (Бабинец). Погребен в гробнице им же самим приготовленной на кладбище в Мукачеве.

## Публикации
- Слово на праздник Рождества Христова // Православний вісник, 1957. — № 1. — C. 10.
- Слово на Пасху // Православний вісник, 1957. — № 4. — C. 115.
- Борьба украинского народа против унии // Журнал Московской Патриархии. 1968. — № 11. — С. 58-61
- Торжество Православия в Закарпатье // Журнал Московской Патриархии. 1969. — № 11. — С. 8-12
- Православная Церковь в Закарпатье (к 25-летию Львовского Церковного Собора) // Журнал Московской Патриархии. 1971. — № 6. — С. 34-35
  - Die Orthodoxe Kirche in Transkarpatien // Stimme der Orthodoxie. 1971. — № 11. — С. 57.
- Четверть века в лоне Матери-Церкви (25-летие воссоединения закарпатских греко-католиков с Русской Православной Церковью) // Журнал Московской Патриархии. 1974. — № 12. — С. 7.